# Тавильдаран, Лиам
Лиам Юнатан Тавильдаран (швед. Liam Jonatan Tahwildaran; род. 1 июля 2004) — шведский футболист, защитник «Броммапойкарны».

## Клубная карьера
Воспитанник «Броммапойкарны». Первую игру за основной состав клуба провёл 26 февраля 2023 года в матче группового этапа кубка Швеции с «Ландскруной». Первую половину года провёл на правах аренды в «Тебю», в составе которого сыграл четыре матча в первом дивизионе. В одном из матчей получил травму крестообразных связок и выбыл до конца сезона. В июле того же года подписал с клубом первый профессиональный контракт, рассчитанный на полтора года. После травмы вернулся в строй только в июне 2024 года. 3 августа дебютировал в чемпионате Швеции в домашней встрече с «Хальмстадом», выйдя в конце второго тайма вместо Александра Йенсен.

## Клубная статистика
| Выступление      | Выступление      | Выступление      | Лига | Лига | Кубки | Кубки | Конт. кубки | Конт. кубки | Итого | Итого |
| Клуб             | Лига             | Сезон            | Игры | Голы | Игры  | Голы  | Игры        | Голы        | Игры  | Голы  |
| ---------------- | ---------------- | ---------------- | ---- | ---- | ----- | ----- | ----------- | ----------- | ----- | ----- |
| Броммапойкарна   | Алльсвенскан     | 2023             | 0    | 0    | 1     | 0     | 0           | 0           | 1     | 0     |
| Броммапойкарна   | Алльсвенскан     | 2024             | 1    | 0    | 0     | 0     | 0           | 0           | 1     | 0     |
| Броммапойкарна   | Итого            | Итого            | 1    | 0    | 1     | 0     | 0           | 0           | 2     | 0     |
| → Тебю           | Дивизион 1       | 2023             | 4    | 0    | 0     | 0     | 0           | 0           | 4     | 0     |
| → Тебю           | Итого            | Итого            | 4    | 0    | 0     | 0     | 0           | 0           | 4     | 0     |
| Всего за карьеру | Всего за карьеру | Всего за карьеру | 5    | 0    | 1     | 0     | 0           | 0           | 6     | 0     |